# Thalictrum platycarpum
Thalictrum platycarpum är en ranunkelväxtart som beskrevs av Joseph Dalton Hooker och Thoms.. Thalictrum platycarpum ingår i släktet rutor, och familjen ranunkelväxter. Inga underarter finns listade i Catalogue of Life.